# Montceau-les-Mines
Montceau-les-Mines település Franciaországban, Saône-et-Loire megyében. Lakosainak száma 16 946 fő (2022. január 1.). Montceau-les-Mines Saint-Berain-sous-Sanvignes, Blanzy, Saint-Vallier és Sanvignes-les-Mines községekkel határos.

## Népesség
A település népességének változása:
| Lakosok száma | 18 969 | 18 772 | 19 210 | 18 398 | 17 897 | 17 678 | 17 239 | 16 831 | 16 946 |
|               | 2013   | 2015   | 2016   | 2017   | 2018   | 2019   | 2020   | 2021   | 2022   |